# 자슈취안
자슈취안(중국어 간체자: 贾秀全, 정체자: 賈秀全, 병음: Jiǎ Xiùquán, 한자음: 가수전, 1963년 11월 9일~)은 중화인민공화국의 축구 선수, 지도자이다.

## 선수 경력
바이 축구단에서 축구 선수 생활을 시작하여 중국 축구 갑급 A리그 2회 우승 및 2회 준우승에 공헌했고 1982년에는 중국 대표팀 선수로도 발탁되었다. 
1983년, 1984년, 1986년에는 중국 축구 협회로부터 올해의 최우수 선수상을 수상하였으며 1984년 AFC 아시안컵에서 중국을 준우승으로 이끈 공로를 인정받아 대회 MVP로 선정되었다.
1988년부터 1989년까지 유고슬라비아 1부 리그의 FK 파르티잔 소속으로 뛰었고 1991년부터 1992년까지 말레이시아의 로얄 폴리스 소속으로 뛰었으며 1992년부터 1993년까지 일본 J1리그의 감바 오사카 소속으로 뛰었다.

## 감독 경력
2008년 중국 슈퍼 리그의 허난 젠예의 감독을 맡았으며 2008년부터 2009년까지 상하이 선화의 감독을 맡았다. 2010년 1월에는 중국 축구계에 터진 대규모 승부조작 사건에 연루되어 구속되기도 했지만 승부조작 혐의가 확인되지 않아서 석방되었다. 2018년에는 중국 여자 축구 국가대표팀 감독으로 임명되었으며, 2021년 10월 8일에 계약 만료로 인해 감독 자리에서 물러났다.

## 수상
- 중국 축구 갑조 A리그 우승: 1981, 1986
- 1984년 AFC 아시안컵 MVP
- 1984년 AFC 아시안컵 득점왕
- 중국 슈퍼리그 MVP: 1983, 1984, 1986